# Orschwihr
Orschwihr település Franciaországban, Haut-Rhin megyében. Lakosainak száma 1021 fő (2022. január 1.). Orschwihr Rouffach, Bergholtz, Bergholtzzell, Buhl, Lautenbach, Westhalten és Soultzmatt községekkel határos.

## Népesség
A település népességének változása:
| Lakosok száma | 1058 | 1061 | 1070 | 1043 | 1039 | 1041 | 1042 | 1031 | 1021 |
|               | 2013 | 2015 | 2016 | 2017 | 2018 | 2019 | 2020 | 2021 | 2022 |